# Katirska Država Sajun i Hadramaut
Katirska Država Sajun i Hadramaut (arapski: لسلطنة الكثيرية - سيؤن - حضرموت ) bila je vazalni feudalni sultanat Britanskog Carstva koji je postojao od 1848. do 1967. godine na jugo istoku Arapskog poluotoka istočno od luke Aden. Danas je teritorij ovog bivšeg sultanata djelomično u Jemenu (Hadhramaut ) a jedan manji dio u Omanu ( Dhofar ).

## Povijest
Plemenska dinastija Kathiri je nekad vladala većim dijelom Hadhramauta ali je njihova moć je bitno oslabila kad se pojavila suparnička dinastija Qu'aiti (hrv=Ćati) u 19. stoljeću. Tako su se na kraju Kathiriji morali zadovoljiti s vlašću nad vrlo malim unutrašnjim dijelom Hadhramauta, oko njihova sjedišta Sajun.
Sultani Katirske države potpisali su krajem 19. stoljeća ugovor o zaštiti s Britanijom i postali dio Protektorata Aden 1886. godine. No 1960-ih tadašnji sultan al-Husayn ibn 'Ali odbio je ući u novu britansku kolonijalnu tvorevinu Federaciju Arapskih Emirata Juga, ali je i ostao pod britanskom zaštitom kao dio Južnoarapskog Protektorata sve do 1967. godine.
Posljednji sultan ove feudalne države bio je Al Husayn ibn Ali, razvlašćen je u listopadu 1967. godine. Nakon mjesec dana ukinuta je Katirska Država Sajun i Hadramaut, i osnovana Narodna Republika Južni Jemen, koja se ujedinila s Sjevernim Jemenom 22. svibnja 1990. u današnju državu Republiku Jemen. Ali i danas oko 65% tog teritorija, ne kontrolira  "jemenska vlada", nego mjesni šeici.
Prvi premijer u povijesti Istočnog Timora,- Marí Bin Amude Alkatiri, je treća generacije doseljenika iz Hadramauta, veliki val iseljavanja Hadramisa u Britansku Indiju i Jugoistočnu Aziju krenuo je od kraja 19. i početkom 20. stoljeća. 

## Sultani Katirske Države Sajun i Hadramaut
- Badr as-Sahab ibn al-Habrali Bu Tuwairik (1395. – 1430.)
- Muhammad ibn 'Ali (oko 1430. - oko1450.)
- Djaffar ibn 'Abdallah (nepoznato-oko1493.)
- Badr ibn 'Abdallah (oko1516. - oko1565.)
- Nepoznat broj šeika (oko 1565. – sve do 19. st.)
- Husein bin Muhsin (prva polovica 19. st.) Veliki putnik, jedno vrijeme je živio u Indoneziji.
- pod britanskim protektoratom (1848. – 1967.)
  - Ghalib ibn Muhsin (1848. – 1893.)
  - Mansur ibn Ghalib (1894. – 1929.)
  - 'Ali ibn al-Mansur (1929. – 1938.)
  - Djaffar ibn al-Mansur (1938. – 1949.)
  - al-Husayn ibn 'Ali (1949–1967)[1]

## Pogledajte i ovo
- Protektorat Aden
- Kolonija Aden
- Federacija Arapskih Emirata Juga